# Liste der Rektoren der Jagiellonen-Universität
Die Liste der Rektoren der Jagiellonen-Universität führt alle Personen auf, die seit 1400 das Amt des Rektors der Universität Krakau ausgeübt haben.

## 1400–1500
- 1400–1401 Stanisław von Skarbimierz
- 1401–1402 Jan Wajduta
- 1402–1403 Mikołaj Gorzkowski z Gorzkowa
- 1403–1404 Otton, scholastyk katedralny krakowski
- 1404–1405 Jan Szafraniec
- 1405–1406 Jan Rzeszowski z Rzeszowa
- 1406–1407 Mikołaj Peyser z Pyzdr
- 1407–1408 Franciszek Kreysewicz z Brzegu
- 1408–1409 Andrzej z Kokorzyna
- 1409–1410 Eliasz z Wąwolnicy
- 1410–1411 Mikołaj z Kozłowa
- 1411–1412 Łukasz z Wielkiego Koźmina
- 1412–1413 Mikołaj Hinczowic z Kazimierza
- 1413–1414 Stanisław von Skarbimierz
- 1414–1415 Paweł Włodkowic z Brudzenia
- 1416–1417 Mikołaj Baudissin z Krakowa
- 1417–1418 Mikołaj von Konradswalde
- 1418 Jan Falkowski z Falkowa
- 1419 Paweł Włodkowic z Brudzenia
- 1419 Pełka z Borzykowej
- 1419–1420 Jan Kro z Chociebuża
- 1420 Jakub z Nowego Sącza
- 1420–1421 Jakub z Zaborowa
- 1421 Mikołaj Goldberg z Nysy
- 1421–1422 Tomasz z Chrobrza
- 1422 Alexander
- 1423 Jakub Peyser z Pyzdr
- 1423–1424 Maciej z Koła
- 1424 Jan z Radochoniec
- 1424–1425 Jakub z Zaborowa
- 1425 Jan de Saccis z Pawii
- 1426 Andrzej z Kokorzyna
- 1426–1427 Władysław z Oporowa
- 1427 Jan Elgot
- 1427–1428 Benedykt Hesse z Krakowa
- 1428–1429 Laurentius von Ratibor
- 1429 Andrzej z Kokorzyna
- 1429–1430 Franciszek Kreysewicz z Brzegu
- 1430 Jan z Wielunia
- 1430–1431 Andrzej z Buku
- 1431 Jan Radochoniec
- 1431–1432 Dersław z Borzynowa
- 1432–1433 Tomasz ze Strzempina
- 1433 Mikołaj Tempelfeld z Brzegu
- 1433–1434 Tomasz z Bodzentyna
- 1434 Stanisław z Uścia
- 1434–1435 Jan Puszka z Krakowa
- 1435 Michał z Szydłowa
- 1435–1436 Andrzej z Buku
- 1436–1437 Jan z Jastrzębia
- 1437 Jakub z Zaborowa
- 1437–1438 Jan Elgot
- 1438 Dersław z Borzynowa
- 1438–1439 Mikołaj z Krakowa
- 1439–1440 Jakub Parkosz z Żórawic
- 1440 Jan z Dobry
- 1440–1441 Jakub Parkosz z Żurawic
- 1441–1442 Paweł z Piotrkowa
- 1442–1443 Stanisław Cielątko z Lisina
- 1443–1444 Tomasz ze Strzempina
- 1444 Jakub z Zaborowa
- 1444–1445 Bartłomiej z Radomia
- 1445–1446 Stanisław Cielątko z Lisina
- 1446 Stanisław z Sobniowa
- 1446–1447 Jan z Dąbrówki
- 1447 Jakub z Zaborowa
- 1447–1448 Jakub ze Stradomia
- 1448–1449 Mikołaj Bylina z Leszczyn
- 1449 Maciej z Łabiszyna
- 1449–1450 Benedykt Hesse z Krakowa
- 1450–1451 Andrzej z Sadowia
- 1451 Benedykt Hesse z Krakowa
- 1451–1452 Jan z Dąbrówki
- 1452 Jan z Pniew
- 1452–1453 Jan ze Słupcy
- 1453 Mikołaj z Kalisza
- 1453–1454 Jan z Dąbrówki
- 1454 Benedykt Hesse z Krakowa
- 1454–1455 Mikołaj Bylina z Leszczyn
- 1455–1456 Benedykt Hesse z Krakowa
- 1456–1457 Jan z Pniew
- 1457–1458 Kasper Rokenberg z Krakowa
- 1458–1459 Jan z Dabrówki
- 1459–1460 Kasper Rokenberg z Krakowa
- 1460 Wojciech z Liśca
- 1460–1461 Sędziwoj z Tęczyna
- 1461–1462 Mikołaj Bylina z Leszczyn
- 1462–1463 Arnolf z Mirzyńca
- 1463 Paweł z Kłobucka
- 1463–1464 Mikołaj z Kalisza
- 1464–1465 Piotr Gaszowiec z Loćmierzy
- 1465–1466 Andrzej Grzymała z Poznania
- 1466–1467 Paweł z Kłobucka
- 1467–1468 Jan z Dąbrówki
- 1468–1469 Jan z Latoszyna
- 1469 Stanisław z Szadka
- 1469–1470 Mikołaj Bylina z Leszczyn
- 1470 Piotr Gaszowiec z Loćmierzy
- 1470–1471 Arnolf z Mirzyńca
- 1471–1472 Jan z Dąbrówki
- 1472 Klemens z Górki
- 1472–1473 Maciej z Kościana
- 1473–1474 Maciej z Błędowa
- 1474 Jakub z Szadka
- 1474–1475 Maciej z Błędowa
- 1475–1476 Jakub z Szadka
- 1476–1477 Jan ze Słupcy
- 1477–1478 Maciej z Kobylina
- 1478–1479 Stanisław z Zawady
- 1479 Jerzy Proger z Krakowa
- 1479–1480 Jan (Beber) z Oświęcimia
- 1480–1481 Arnolf z Mirzyńca
- 1481 Klemens z Górki
- 1481–1482 Stanisław z Brzezin
- 1482–1483 Maciej z Kościana
- 1483–1484 Jan z Latoszyna
- 1484–1485 Maciej z Kobylina
- 1485 Maciej z Kościana
- 1485–1487 Jan z Baruchowa
- 1487–1488 Mikołaj z Krakowa
- 1488–1489 Maciej z Kobylina
- 1489 Stanisław z Kobylina
- 1489 Maciej z Kobylina
- 1489–1490 Bernard Mikisch z Nysy
- 1490 Stanisław z Brzezin
- 1490 Maciej z Kobylina
- 1490–1491 Jan z Pilczy
- 1491–1492 Maciej z Kobylina
- 1492–1493 Jan z Latoszyna
- 1493 Jan ze Staniszewic
- 1493–1495 Jan (Sacranus) z Oświęcimia
- 1495 Maciej z Szydłowa
- 1495–1496 Walenty z Olkusza
- 1496–1497 Andrzej z Łabiszyna
- 1497–1498 Jan z Wysoki
- 1498–1499 Jan Thurzo z Krakowa
- 1499 Jan ze Starzechowic
- 1499–1500 Walenty z Olkusza
- 1500 Jan z Reguł
- 1500–1501 Wojciech z Pniew

## 1501–1600
- 1501 Mikołaj z Pilczy
- 1501–1502 Maciej Miechowita
- 1502 Jan z Reguł
- 1502–1503 Marcin Łysy z Krakowa
- 1503–1504 Jakub z Gostynina
- 1504–1505 Jan Amicinus z Krakowa
- 1505–1506 Maciej Miechowita
- 1506–1507 Bernard z Biskupiego
- 1507 Jan z Reguł
- 1507–1508 Maciej Miechowita
- 1508 Jan z Reguł
- 1508–1509 Stanisław Skawinka z Krakowa
- 1509–1510 Stanisław Biel z Nowego Miasta
- 1510–1511 Adam z Bochenia
- 1511–1512 Maciej Miechowita
- 1512–1513 Jan (Sacranus) z Oświęcimia
- 1513–1514 Michał z Bystrzykowa
- 1514–1515 Andrzej Gorra z Mikołajewic
- 1515–1516 Jakub z Ercieszowa
- 1516–1517 Jan Amicinus z Krakowa
- 1517–1518 Stanisław Biel z Nowego Miasta
- 1518–1519 Maciej Miechowita
- 1519–1521 Jakub z Ercieszowa
- 1521 Jan (Sacranus) z Oświęcimia
- 1521–1522 Stanisław Biel z Nowego Miasta
- 1522–1524 Marcin Biem z Olkusza
- 1524–1525 Jakub z Ercieszowa
- 1525–1526 Piotr Wedeliciusz z Obornik
- 1526 Jan Amicinus z Krakowa
- 1526–1527 Łukasz Noskowski z Noskowa
- 1527 Marcin Biem z Olkusza
- 1527–1529 Bernard z Biskupiego
- 1529–1530 Mikołaj z Koprzywnicy
- 1530–1531 Marcin Biem z Olkusza
- 1531–1532 Stanisław Biel z Nowego Miasta
- 1532–1533 Jakub z Ercieszowa
- 1533 Stanisław Biel z Nowego Miasta
- 1533–1534 Mikołaj Mleczko z Wieliczki
- 1534–1536 Marcin Biem z Olkusza
- 1536–1537 Marcin Bełza z Krakowa
- 1537–1538 Grzegorz Snopek z Szamotuł
- 1538–1540 Grzegorz ze Stawiszyna
- 1540–1541 Jan Grodek z Sanoka
- 1541–1542 Erazm Wonsam (Volsam) z Krakowa
- 1542–1543 Mikołaj Mleczko z Wieliczki
- 1543–1545 Jan Prosiński z Piotrkowa
- 1545–1546 Jan Grodek z Sanoka
- 1546–1548 Zygmunt ze Stężycy
- 1548–1549 Mikołaj Prokopiades z Szadka
- 1549–1551 Jakub Friedel z Kleparza
- 1551–1552 Jan Grodek z Sanoka
- 1552–1554 Antoni z Napąchania
- 1554–1555 Zygmunt ze Stężycy
- 1555–1557 Maciej Łącki
- 1557–1558 Mikołaj Prokopiades z Szadka
- 1558–1560 Marcin Krokier z Krakowa
- 1560–1561 Mikołaj Prokopiades z Szadka
- 1561–1562 Jan z Turobina
- 1562–1563 Marcin Krokier z Krakowa
- 1563–1564 Sebastian Janeczka z Kleparza
- 1564–1565 Zygmunt ze Stężycy
- 1565–1566 Jan Dobrosielski
- 1566–1567 Marcin Krokier z Krakowa
- 1567–1568 Zygmunt ze Stężycy
- 1568 Marcin Krokier z Krakowa
- 1568–1570 Jan z Turobina
- 1570–1571 Stanisław Stalek z Pińczowa
- 1571–1573 Mikołaj z Bodzęcina
- 1573–1574 Marcin Glicjusz z Pilzna
- 1574–1575 Jakub Górski
- 1575 Jan z Turobina
- 1575–1576 Jakub Górski
- 1576–1577 Stanisław Stalek z Pińczowa
- 1577–1578 Marcin Glicjusz z Pilzna
- 1578–1579 Jakub Górski
- 1579–1581 Marcin Glicjusz z Pilzna
- 1581 Stanisław Zawadzki zwany Picus
- 1581–1583 Jakub Górski
- 1583 Jan z Wieliczki
- 1583–1585 Marcin Glicjusz z Pilzna
- 1585–1586 Marcin Fox z Krakowa
- 1586–1587 Piotr z Gorczyna
- 1587–1588 Marcin Glicjusz z Pilzna
- 1588 Stanisław Zawadzki zwany Picus
- 1588–1589 Marcin Glicjusz z Pilzna
- 1589 Piotr z Gorczyna
- 1589–1591 Mikołaj Dobrocieski
- 1591 Marcin Glicjusz z Pilzna
- 1591–1592 Stanisław Stalek z Pińczowa
- 1592–1593 Jan Muscenius (Mucha) z Kurzelowa
- 1593 Stanisław Stalek z Pińczowa
- 1593–1594 Piotr z Gorczyna
- 1594–1595 Jan Muscenius (Mucha) z Kurzelowa
- 1595–1596 Walenty z Widawy
- 1596–1597 Piotr z Gorczyna
- 1597–1599 Walenty Fontanus
- 1599 Piotr z Gorczyna
- 1599–1600 Jan Muscenius (Mucha) z Kurzelowa
- 1600 Mikołaj Dobrocieski
- 1600–1601 Walenty z Widawy

## 1601–1700
- 1601–1602 Jan Muscenius (Mucha) z Kurzelowa
- 1602 Mikołaj Dobrocieski
- 1602–1603 Walenty Fontanus
- 1603–1604 Mikołaj Dobrocieski
- 1604–1605 Piotr z Gorczyna
- 1605–1607 Andrzej Schoneus z Głogowa
- 1607–1608 Sebastian Krupka z Wieliczki
- 1608 Andrzej Schoneus z Głogowa
- 1608–1610 Adam Falęcki
- 1610 Piotr z Gorczyna
- 1610–1611 Adam Falęcki
- 1611–1613 Andrzej Schoneus z Głogowa
- 1613 Piotr z Gorczyna
- 1613–1614 Andrzej Schoneus z Głogowa
- 1614 Sebastian Krupka z Wieliczki
- 1614–1615 Jakub Janidło z Bodzentyna
- 1615–1616 Sebastian Krupka z Wieliczki
- 1616–1617 Walenty Fontanus
- 1617–1618 Bazyli Goliniusz (Goliński)
- 1618–1619 Jakub Janidło z Bodzentyna
- 1619–1620 Sebastian Krupka z Wieliczki
- 1620–1621 Jakub z Turobina
- 1621–1622 Jakub Najmanowicz
- 1622–1623 Bazyli Goliniusz (Goliński)
- 1623–1624 Jakub Najmanowicz
- 1624–1625 Sebastian Krupka z Wieliczki
- 1625–1626 Jakub Najmanowicz
- 1626–1627 Daniel Sigonius z Lelowa
- 1627 Krzysztof Najmanowicz
- 1627–1628 Wojciech Borowski
- 1628 Jakub Najmanowicz
- 1628–1630 Daniel Sigonius z Lelowa
- 1630–1631 Adam Opatowczyk (Opatovius) z Opatowa
- 1631–1633 Jakub Najmanowicz
- 1633–1634 Krzysztof Najmanowicz
- 1634–1635 Jakub Najmanowicz
- 1635–1637 Adam Opatowczyk (Opatovius) z Opatowa
- 1637 Daniel Sigonius z Lelowa
- 1637–1639 Wojciech Borowski
- 1639–1640 Maciej Wojeński
- 1640–1641 Stanisław Pudłowski
- 1641 Jakub Najmanowicz
- 1641–1642 Adam Opatowczyk (Opatovius) z Opatowa
- 1642–1643 Jakub Papenkowicz z Uścia
- 1643–1645 Jakub Witeliusz (Ciołek)
- 1645–1646 Wawrzyniec Śmieszkowicz
- 1646–1648 Jakub Witeliusz (Ciołek)
- 1648 Paweł Herka z Kurzelowa
- 1648 Zygmunt Gregorowicz
- 1648–1649 Jakub Papenkowicz z Uścia
- 1649–1650 Stanisław Różycki
- 1650–1651 Gabriel Ochocki
- 1651–1652 Jakub Górski
- 1652 Zygmunt Gregorowicz
- 1652 Jan Brożek
- 1652–1653 Wawrzyniec Alfons Karyński
- 1653–1655 Gabriel Ochocki
- 1655 Maciej Kraśnicki
- 1655–1657 Adam Rosczewic
- 1657–1659 Franciszek Roliński
- 1659–1660 Stanisław Jurkowski
- 1660–1661 Adam Rosczewic
- 1661–1662 Wojciech Łańcucki
- 1662–1663 Andrzej Kucharski
- 1663 Adam Rosczewic
- 1663–1665 Andrzej Kucharski
- 1665–1666 Stanisław Jurkowski
- 1666–1667 Franciszek Roliński
- 1667–1668 Wojciech Łańcucki
- 1668–1670 Szymon Stanisław Makowski
- 1670 Andrzej Kucharski
- 1670–1671 Wojciech Łańcucki
- 1671–1672 Szymon Stanisław Makowski
- 1672–1674 Wojciech Łańcucki
- 1674–1676 Szymon Stanisław Makowski
- 1676 Andrzej Kucharski
- 1676–1678 Wojciech Łańcucki
- 1678–1679 Andrzej Kucharski
- 1679 Wojciech Dąbrowski
- 1679–1681 Wojciech Papenkowicz
- 1681 Wojciech Dąbrowski
- 1681–1682 Szymon Stanisław Makowski
- 1682–1683 Wojciech Łańcucki
- 1683–1684 Jakub Baltazarowicz
- 1684–1686 Franciszek Przewoski
- 1686–1687 Samuel Formankowicz
- 1687–1689 Marcin Winkler
- 1689–1690 Jan Michalski
- 1690–1692 Franciszek Przewoski
- 1692–1693 Krzysztof Sowiński
- 1693–1695 Sebastian Piskorski
- 1695–1696 Marcin Winkler
- 1696–1698 Krzysztof Sowiński
- 1698–1699 Sebastian Piskorski
- 1699–1701 Maciej Psojecki

## 1701–1800
- 1701–1702 Piotr Praczlewicz
- 1702–1704 Andrzej Krupecki
- 1704–1706 Piotr Praczlewicz
- 1706–1710 Andrzej Krupecki
- 1710–1711 Piotr Praczlewicz
- 1711–1713 Andrzej Krupecki
- 1713–1714 Marcin Węgrzynowicz
- 1714–1716 Marcin Ośliński
- 1716 Andrzej Krupecki
- 1716–1718 Gabriel Profecki
- 1718–1719 Wojciech Jodłowski
- 1719–1721 Bazyli Płaszczewski
- 1721–1724 Marcin Waleszyński
- 1724–1725 Jan Antoni Luchini
- 1725–1727 Marcin Kurowski
- 1727–1728 Jan Antoni Luchini
- 1728–1729 Stanisław Markiowicz
- 1729–1731 Marcin Waleszyński
- 1731–1732 Franciszek Kalewski
- 1732–1734 Marcin Waleszyński
- 1734–1735 Maciej Ziętkiewicz
- 1735–1737 Jan Antoni Luchini
- 1737–1738 Piotr Aleksander Szymakowski
- 1738–1740 Jan Antoni Luchini
- 1740–1741 Kazimierz Pałaszowski
- 1741–1743 Jan Antoni Luchini
- 1743–1744 Wojciech Myciński
- 1744–1746 Kazimierz Pałaszowski
- 1746–1747 Jan Antoni Luchini
- 1747–1749 Stanisław Filipowicz
- 1749–1750 Kazimierz Pałaszowski
- 1750–1752 Stanisław Filipowicz
- 1752–1753 Wojciech Myciński
- 1753–1754 Stanisław Mamczyński
- 1754–1756 Stanisław Filipowicz
- 1756–1757 Kazimierz Pałaszowski
- 1757–1758 Józef Grzegorz Popiołek
- 1758–1759 Stanisław Filipowicz
- 1759–1760 Stanisław Mamczyński
- 1760–1762 Kazimierz Jarmundowicz
- 1762–1763 Kazimierz Stęplowski
- 1763–1765 Wojciech Biegaczewicz
- 1765–1766 Kazimierz Steplowski
- 1766–1768 Jakub Marciszowski
- 1768–1769 Kazimierz Stęplowski
- 1769–1771 Antoni Żołędziowski
- 1771–1772 Jakub Marciszowski
- 1772–1774 Jan Rygalski
- 1774–1775 Antoni Mikołaj Krząnowski
- 1775–1777 Andrzej Dominik Lipiewicz
- 1777–1782 Antoni Żołędziowski
- 1782–1786 Hugo Kołłątaj
- 1786–1790 Feliks Oraczewski
- 1790–1797 Józef Tomasz Szabel
- 1797–1805 Stanisław Minocki

## 1801–1900
- 180?  Carl Joseph Pratobevera
- 1805 Jakub Kraus
- 1805–1806 Jan Nepomucen Hoffmann
- 1806–1807 Franciszek Marx
- 1807–1808 Jan Morak
- 1808 Antoni Szaster
- 1808–1809 Franciszek Kodesch
- 1809–1814 Sebastian Sierakowski
- 1814–1821 Walenty Litwiński
- 1821–1823 Sebastian Girtler
- 1823–1826 Józef Załuski
- 1826–1831 Sebastian Girtler
- 1831–1833 Alois Raphael Estreicher
- 1833–1835 Karol Hube
- 1835–1837 Wincenty Łańcucki
- 1837–1839 Antoni Matakiewicz
- 1839–1841 Maciej Józef Brodowicz
- 1841–1843 Jan Kajetan Trojański
- 1843–1845 Leon Laurysiewicz
- 1845–1847 Adam Krzyżanowski
- 1847–1848 Maciej Józef Brodowicz
- 1848–1851 Józef Majer
- 1851–1852 Florian Sawiczewski
- 1852 Karol Teliga
- 1853–1860 Piotr Bartynowski
- 1860–1861 Piotr Bartynowski
- 1861–1862 Joseph Dietl
- 1862–1863 Ignacy Rafał Czerwiakowski
- 1863–1864 Karol Teliga
- 1864–1865 Antoni Wachholz
- 1865  Julian Dunajewski
- 1865–1866 Józef Majer
- 1866–1867 Francis Thomas Bratranek
- 1867–1868 Karol Teliga
- 1868–1869 Julian Dunajewski
- 1869–1870 Fryderyk Skobel
- 1870–1871 Józef Kremer
- 1871–1872 Karol Teliga
- 1872–1873 Edward Fierich
- 1873–1874 Gustaw Piotrowski
- 1874–1875 Emilian Czyrniański
- 1875–1877 Fryderyk Zoll
- 1877–1878 Ludwik Teichmann
- 1878–1879 Józef Szujski
- 1879–1880 Julian Dunajewski
- 1880–1881 Maurycy Madurowicz
- 1881–1882 Stefan Ludwik Kuczyński
- 1882–1883 Józef Pelczar
- 1883–1884 Udalryk Heyzmann
- 1884–1885 Lucjan Rydel
- 1885–1886 Józef Łepkowski
- 1886–1887  Stanisław Tarnowski
- 1887–1888 Stanisław Spis
- 1888–1889 Franciszek Kasparek
- 1889–1890 Edward Korczyński
- 1890–1891 Wincenty Zakrzewski
- 1891–1892 Władysław Chotkowski
- 1892–1894 Stanisław Jerzy Madeyski
- 1894–1895 Tadeusz Browicz
- 1895–1896 Stanisław Smolka
- 1896–1897 Feliks Kreutz
- 1897–1898 Władysław Knapiński
- 1898–1899 Józef Kleczyński
- 1899–1900 Stanisław Tarnowski
- 1900–1901 Maciej Jakubowski

## 1901–2000
- 1901–1902 Edward Janczewski-Glinka
- 1902–1903 Tadeusz Gromnicki
- 1903–1904 Edmund Krzymuski
- 1904–1905 Napoleon Cybulski
- 1905–1906 Stefan Pawlicki
- 1906–1907 Kazimierz Morawski
- 1907–1908 Franciszek Gabryl
- 1908–1909 Franciszek Fierich
- 1909–1910 Józef Łazarski
- 1910–1911 August Witkowski
- 1911–1912 Władysław Szajnocha
- 1912–1913 Fryderyk Zoll
- 1913–1916  Kazimierz Telesfor Kostanecki
- 1916–1917 Władysław Szajnocha
- 1917–1918 Kazimierz Żorawski
- 1918–1919 Maciej Sieniatycki
- 1919–1921 Stanisław Estreicher
- 1921–1922 Julian Nowak
- 1922–1923 Władysław Natanson
- 1923–1924 Jan Łoś
- 1924–1925 Kazimierz Zimmermann
- 1925–1926 Michał Jan Rostworowski
- 1926–1928 Leon Marchlewski
- 1928–1929 Józef Kallenbach
- 1929–1930 Henryk Ferdynand Hoyer
- 1930–1931 Edmund Załęski
- 1931–1932 Konstanty Michalski
- 1932–1933 Stanisław Kutrzeba
- 1933–1936 Stanisław Maziarski
- 1936–1938 Władysław Szafer
- 1938–1939 Tadeusz Lehr-Spławiński
- 1942–1945 Władysław Szafer
- 1945–1946 Tadeusz Lehr-Spławiński
- 1946–1948 Franciszek Walter
- 1948–1956 Teodor Marchlewski
- 1956–1958 Zygmunt Grodziński
- 1958–1962 Stefan Grzybowski
- 1962–1964 Kazimierz Lepszy
- 1964–1972 Mieczysław Klimaszewski
- 1972–1977 Mieczysław Karaś
- 1977–1981 Mieczysław Hess
- 1981–1987 Józef Andrzej Gierowski
- 1987–1990 Aleksander Koj
- 1990–1993 Andrzej Pelczar
- 1993–1999 Aleksander Koj
- 1999–2002 Franciszek Ziejka

## Ab 2001
- 2002–2005 Franciszek Ziejka
- 2005–2012 Karol Musioł
- 2012–2020 Wojciech Nowak
- 2020–2024 Jacek Popiel